# Mario Erb
Mario Erb (München, 1990. június 16. –) német korosztályos válogatott labdarúgó, aki jelenleg a Rot-Weiß Erfurt játékosa.

## Sikerei, díjai
- Németország U17
  - U17-es labdarúgó-világbajnokság bronzérmes: 2007